# Mesenzana
Mesenzana là một đô thị ở tỉnh Varese trong vùng Lombardia, có cự ly khoảng 60 km về phía tây bắc của Milan và khoảng 15 km về phía tây bắc của Varese. Tại thời điểm ngày 31 tháng 12 năm 2004, đô thị này có dân số 1.318 người và diện tích là 4,9 km².
Đô thị Mesenzana có các frazioni (đơn vị trực thuộc, chủ yếu là các làng) Malpensata, Molino d'Anna, Pezza, Maro, Cà Bianca nuova, Pianazzo, Piatta, Alpe Cavoglio, Gesiola del monte San Martino, và Le Cascine.
Mesenzana giáp các đô thị: Brissago-Valtravaglia, Cassano Valcuvia, Duno, Grantola, Montegrino Valtravaglia.